# 27 نوفمبر
- السبت
- الأحد
- الاثنين
- الثلاثاء
- الأربعاء
- الخميس
- الجمعة

- 110 جمادى الأولى 1447  هـ
- 211 جمادى الأولى 1447  هـ
- 312 جمادى الأولى 1447  هـ
- 413 جمادى الأولى 1447  هـ
- 514 جمادى الأولى 1447  هـ
- 615 جمادى الأولى 1447  هـ
- 716 جمادى الأولى 1447  هـ
- 817 جمادى الأولى 1447  هـ
- 918 جمادى الأولى 1447  هـ
- 1019 جمادى الأولى 1447  هـ
- 1120 جمادى الأولى 1447  هـ
- 1221 جمادى الأولى 1447  هـ
- 1322 جمادى الأولى 1447  هـ
- 1423 جمادى الأولى 1447  هـ
- 1524 جمادى الأولى 1447  هـ
- 1625 جمادى الأولى 1447  هـ
- 1726 جمادى الأولى 1447  هـ
- 1827 جمادى الأولى 1447  هـ
- 1928 جمادى الأولى 1447  هـ
- 2029 جمادى الأولى 1447  هـ
- 2130 جمادى الأولى 1447  هـ
- 221 جمادى الآخرة 1447  هـ
- 232 جمادى الآخرة 1447  هـ
- 243 جمادى الآخرة 1447  هـ
- 254 جمادى الآخرة 1447  هـ
- 265 جمادى الآخرة 1447  هـ
- 276 جمادى الآخرة 1447  هـ
- 287 جمادى الآخرة 1447  هـ
- 298 جمادى الآخرة 1447  هـ
- 309 جمادى الآخرة 1447  هـ
- 110 جمادى الآخرة 1447  هـ
- 211 جمادى الآخرة 1447  هـ
- 312 جمادى الآخرة 1447  هـ
- 413 جمادى الآخرة 1447  هـ
- 514 جمادى الآخرة 1447  هـ

27 نوفمبر أو 27 تشرين الثاني أو يوم 27 \ 11 (اليوم السابع والعشرين من الشهر الحادي عشر) هو اليوم الحادي والثلاثين بعد الثلاثمائة (331) من السنة، أو الثاني والثلاثين بعد الثلاثمائة (332) في السنوات الكبيسة، وفقًا للتقويم الميلادي الغربي (الغريغوري). يبقى بعده 34 يومًا على انتهاء السنة.

## أحداث
- 176 ـ الإمبراطور الروماني ماركوس أوريليوس يمنح ابنه كومودوس رتبة إمبراطور وينصّبه قائدًا أعلى للفيالق الرومانية.
- 511 ـ وفاة الملك كلوفيس الأول ـ مؤسس سلالة الميروفنجيين ـ في باريس.
- 1095 - البابا أوربان الثاني يلقي خطبته الشهيرة في فرنسا والتي على إثرها بدأت الحروب الصليبية على بلاد المسلمين.
- 1835 ـ تنفيذ حكم الإعدام شنقًا في جيمس برات وجون سميث بمدينة لندن بتهمة اللواط، ليكونا آخر شخصين يُعدمان في إنجلترا بهذه التهمة.
- 1895 ـ ألفرد نوبل يوقّع في النادي السويدي النرويجي بباريس وصيته التي أوصى فيها بوقف أمواله على إنشاء جائزة نوبل بعد وفاته.
- 1912 ـ إسبانيا تعلن الحماية على سواحل المغرب الشمالية.
- 1919 - انعقاد المؤتمر الفلسطيني الأول في القدس والذي طالب باستقلال فلسطين.
- 1940 ـ البحرية الملكية البريطانية والأسطول الملكي الإيطالي يشتبكان في البحر المتوسط، فيما عُرف بمعركة رأس تيولادا (أو معركة رأس سبارتيفنتو).
- 1942 - الأسطول الفرنسي يبدأ بالتحرك إلى الجزائر من «ميناء تولون» هروبًا من هجمات الألمان عليه أثناء الحرب العالمية الثانية.
- 1951 - الجيش الإسرائيلي يدمر «قرية البونيشات» الفلسطينية.
- 1961 - رئيس وزراء العراق عبد الكريم قاسم يفتتح سد دربندخان.
- 1966 - أمير الكويت الشيخ صباح السالم الصباح يفتتح جامعة الكويت.
- 1969 - إندلاع حرب الوديعة بين المملكة العربية السعودية وجمهورية اليمن الديمقراطية الشعبية.
- 1978 - تأسيس حزب العمال الكردستاني.
- 1980 - مؤتمر القمة العربي المنعقد في عمّان يقرر قطع العلاقات مع أي دولة تعترف بالقدس عاصمة لإسرائيل أو تنقل سفارتها إليها.
- 1983 - تحطّم طائرة بوينغ 747 في رحلة أفيانكا 011 بالقرب من مطار مدريد باراخاس الدولي، مما أسفر عن مقتل 181.
- 1984 - تبادل السفراء بين الولايات المتحدة والعراق لأول مرة منذ عام 1967.
- 1991 - الولايات المتحدة والمملكة المتحدة تتهمان ليبيا بالضلوع في تفجير طائرة بان أمريكان فوق اسكتلندا، وبداية ما عرف بقضية لوكربي.
- 2004 - الأسترالية من أصل لبناني «مها سكر» تصبح أول فتاة مسلمة محجبة تنضم لشرطة أستراليا.
- 2005 - انعقاد القمة الأوروبية / المتوسطية في برشلونة لبحث قضايا الإرهاب والهجرة غير الشرعية والإصلاح السياسي.
- 2007 - انعقاد «مؤتمر أنابوليس للسلام في الشرق الأوسط» في أنابوليس.
- 2008 - البرلمان العراقي يقر الاتفاق الأمني بين العراق والولايات المتحدة بأغلبية 144 صوت من الحضور وسط اعتراضات من نواب التيار الصدري.
- 2013 - اختيار دبي لاستضافة نسخة إكسبو 2020 التابعة لمعرض إكسبو الدولي في 2020.
- 2019 - حرق القنصلية الإيرانية في النجف، وإيران تُطالب بمحاسبة المتسببين في الحادثة، والأمن يقتل العشرات في محافظتي النجف وذي قار التي شهدت مجزرة الناصرية، ورئيس الوزراء العراقي يعلن نيته الاستقالة.
- 2020 - الأهلي المصري يحقق لقبه التاسع في دوري أبطال أفريقيا، بعد فوزه على الزمالك المصري في نهائي دوري أبطال أفريقيا 2020 بنتيجة 2–1 الذي سمي نهائي القرن.
- 2021 - نادي بالميراس البرازيلي يفوز على نادي فلامنغو البرازيلي ويتوج بلقب كوبا ليبرتادوريس 2021 للمرة الثالثة في تاريخه.
- 2024 - فصائل المعارضة السورية تشن عملية عسكرية واسعة باسم «عملية ردع العدوان»، تحت إدارة العمليات العسكرية بقيادة هيئة تحرير الشام ضد نظام بشار الأسد.

## مواليد
- 1701 - أندرس سلسيوس، عالم رياضيات وفيزياء وفلكي سويدي.
- 1857 - تشارلز شرينغتون، طبيب إنجليزي حاصل على جائزة نوبل في الطب عام 1932.
- 1867 - باقر الهندي، شاعر عراقي.
- 1870 - يوهو كوستي بآسيكيفي، رئيس فنلندا السابع.
- 1880 - محمد رضا آل ياسين، فقيه مسلم وشاعر عراقي.
- 1874 - حاييم وايزمان، رئيس إسرائيل.
- 1894 - كونوسكه ماتسوشيتا، صناعي ياباني ومؤسس شركة باناسونيك للصناعات الكهربائية.
- 1903 - لارس أونساغر، عالم فيزياء وكيمياء نرويجي حاصل على جائزة نوبل في الكيمياء عام 1968.
- 1921 - ألكسندر دوبتشيك، سياسي سلوفاكي.
- 1923 - حسن فتح الباب، شاعر وناقد أدبي مصري.
- 1926 - سعيد السبع، ضابط سابق وسياسي فلسطيني.
- 1932 - بنينو أكينو، سياسي فلبيني.
- 1934 - عمو بابا، لاعب ومدرب كرة قدم عراقي.
- 1940 - بروس لي، ممثل أمريكي وبطل في الكونج فو.
- 1941 - إيمي جاكيه، لاعب ومدرب كرة قدم فرنسي.
- 1942 - جيمي هندريكس، مغني أمريكي.
- 1945 - فاطمة عمارة، ممثلة مصرية.
- 1947 - إسماعيل عمر جيلي، رئيس جيبوتي الثاني.
- 1951 - كاثرين بيغلو، مخرجة أمريكية.
- 1952 - سناء التكمجي، ممثلة عراقية.
- 1955 - يان برغر، لاعب كرة قدم تشيكوسلوفاكي.
- 1956 - ويليام فيكنر، ممثل أمريكي.
- 1960 - يوليا تيموشينكو، رئيسة وزراء أوكرانيا.
- 1964 - روبرتو مانشيني، لاعب ومدرب كرة قدم إيطالي.
- 1967 - شيرين سيف النصر، ممثلة مصرية.
- 1968 - مايكل فارتان، ممثل أمريكي.
- 1971 - عمرو سمير عاطف، كاتب مصري.
- 1976 - جليل وايت، ممثل أمريكي.
- 1978 - راديك ستيبانيك، لاعب كرة مضرب تشيكي.
- 1979 - تيمو تاينيو، لاعب كرة قدم فنلندي.
- 1981 -
  - ماثيو تايلور، لاعب كرة قدم إنجليزي.
  - برونو ألفيش، لاعب كرة قدم برتغالي.
- 1982 - ديفيد بيليون، لاعب كرة قدم فرنسي.
- 1986 - شافي توريس، لاعب كرة قدم إسباني.
- 1992 - بارك تشانيول مغني في فرقة أكسو.

## وفيات
- 511 - كلوفيس الأول، ملك الفرنجة.
- 835 - محمد الجواد، تاسع أئمة الشيعة الاثنا عشرية.
- 1198 - كونستانس، ملكة صقلية والإمبراطورية الرومانية المقدسة.
- 1230 - ابن أبي السعادات الموصلي، عالم مسلم وكاتب وشاعر عربي.
- 1754 - أبراهام دي موافر، عالم رياضيات فرنسي.
- 1852 - آدا لوفلايس، عالمة رياضيات إنجليزية.
- 1870 - ميرزا كاظم بك، مستشرق ومؤرخ إيراني أذربيجاني الأصل.
- 1915 - تشارلز رينيه زيلر، عالم نبات فرنسي.
- 1953 - أوجين أونيل، كاتب أمريكي حاصل على جائزة نوبل في الأدب عام 1936.
- 1969 - بهاء الدين حسام زادة، عالم الاجتماع، صحفي، مترجم، كاتب وشاعر إيراني
- 1988 - تقي الدين الصلح، رئيس وزراء لبنان.
- 2000 - لين شاكليتون، لاعب كرة قدم إنجليزي.
- 2011 - غاري سبيد، لاعب ومدرب كرة قدم ويلزي.
- 2018 - سلطان البرقان، لاعب ومحلل كرة قدم.

## أعياد ومناسبات
- عيد الأبطال في بيلاروسيا.
- عيد القديس فيلبس في الأرثوذكسية الشرقية.

## وصلات خارجية
- وكالة الأنباء القطريَّة: حدث في مثل هذا اليوم.
- النيويورك تايمز: حدث في مثل هذا اليوم.
- BBC: حدث في مثل هذا اليوم.